# Liste des ministres prussiens de l'Intérieur
Liste des ministres prussiens de l'intérieur depuis la création du ministère prussien de l'Intérieur en 1808 jusqu'à la dissolution de l'État de Prusse en 1945. Les ministres prussiens de l'Intérieur sont membres du ministère d'État prussien (de).

## Ministre de l'Intérieur
| Nom | Prise de fonction | Démission         | Image |
| --- | --- | ----------------- | --- |
| Friedrich Ferdinand Alexander zu Dohna-Schlobitten | 1808 | 1810              | Guillaume de Sayn-Wittgenstein-Hohenstein · Friedrich von Schuckmann · Adolf Heinrich von Arnim-Boitzenburg · Friedrich von Kühlwetter · Otto Theodor von Manteuffel · Maximilian von Schwerin-Putzar · Friedrich Albert zu Eulenberg · Abgeordnete des vereinigten Landtages · Botho Wendt zu Eulenberg · Theobald von Bethmann Hollweg · Carl Severing · Hermann Göring · Wilhelm Frick · Heinrich Himmler · Paul Giesler |
| Guillaume de Sayn-Wittgenstein-Hohenstein ministre de la Police                                                                                        | 1817 | 1819              | Guillaume de Sayn-Wittgenstein-Hohenstein · Friedrich von Schuckmann · Adolf Heinrich von Arnim-Boitzenburg · Friedrich von Kühlwetter · Otto Theodor von Manteuffel · Maximilian von Schwerin-Putzar · Friedrich Albert zu Eulenberg · Abgeordnete des vereinigten Landtages · Botho Wendt zu Eulenberg · Theobald von Bethmann Hollweg · Carl Severing · Hermann Göring · Wilhelm Frick · Heinrich Himmler · Paul Giesler |
| Friedrich von Schuckmann | 1814 | 1834              | Guillaume de Sayn-Wittgenstein-Hohenstein · Friedrich von Schuckmann · Adolf Heinrich von Arnim-Boitzenburg · Friedrich von Kühlwetter · Otto Theodor von Manteuffel · Maximilian von Schwerin-Putzar · Friedrich Albert zu Eulenberg · Abgeordnete des vereinigten Landtages · Botho Wendt zu Eulenberg · Theobald von Bethmann Hollweg · Carl Severing · Hermann Göring · Wilhelm Frick · Heinrich Himmler · Paul Giesler |
| Gustav von Rochow ministre de l'Intérieur et de la Police                                                                                              | 1834 | 1842              | Guillaume de Sayn-Wittgenstein-Hohenstein · Friedrich von Schuckmann · Adolf Heinrich von Arnim-Boitzenburg · Friedrich von Kühlwetter · Otto Theodor von Manteuffel · Maximilian von Schwerin-Putzar · Friedrich Albert zu Eulenberg · Abgeordnete des vereinigten Landtages · Botho Wendt zu Eulenberg · Theobald von Bethmann Hollweg · Carl Severing · Hermann Göring · Wilhelm Frick · Heinrich Himmler · Paul Giesler |
| Adolf Heinrich von Arnim-Boitzenburg | 1842 |                   | Guillaume de Sayn-Wittgenstein-Hohenstein · Friedrich von Schuckmann · Adolf Heinrich von Arnim-Boitzenburg · Friedrich von Kühlwetter · Otto Theodor von Manteuffel · Maximilian von Schwerin-Putzar · Friedrich Albert zu Eulenberg · Abgeordnete des vereinigten Landtages · Botho Wendt zu Eulenberg · Theobald von Bethmann Hollweg · Carl Severing · Hermann Göring · Wilhelm Frick · Heinrich Himmler · Paul Giesler |
| Ernst von Bodelschwingh l'Ancien | 1844 | 18 mars 1848      | Guillaume de Sayn-Wittgenstein-Hohenstein · Friedrich von Schuckmann · Adolf Heinrich von Arnim-Boitzenburg · Friedrich von Kühlwetter · Otto Theodor von Manteuffel · Maximilian von Schwerin-Putzar · Friedrich Albert zu Eulenberg · Abgeordnete des vereinigten Landtages · Botho Wendt zu Eulenberg · Theobald von Bethmann Hollweg · Carl Severing · Hermann Göring · Wilhelm Frick · Heinrich Himmler · Paul Giesler |
| Alfred von Auerswald | 19 mars 1848 | 14 juin 1848      | Guillaume de Sayn-Wittgenstein-Hohenstein · Friedrich von Schuckmann · Adolf Heinrich von Arnim-Boitzenburg · Friedrich von Kühlwetter · Otto Theodor von Manteuffel · Maximilian von Schwerin-Putzar · Friedrich Albert zu Eulenberg · Abgeordnete des vereinigten Landtages · Botho Wendt zu Eulenberg · Theobald von Bethmann Hollweg · Carl Severing · Hermann Göring · Wilhelm Frick · Heinrich Himmler · Paul Giesler |
| Friedrich von Kühlwetter | Juillet 1848 | Septembre 1848    | Guillaume de Sayn-Wittgenstein-Hohenstein · Friedrich von Schuckmann · Adolf Heinrich von Arnim-Boitzenburg · Friedrich von Kühlwetter · Otto Theodor von Manteuffel · Maximilian von Schwerin-Putzar · Friedrich Albert zu Eulenberg · Abgeordnete des vereinigten Landtages · Botho Wendt zu Eulenberg · Theobald von Bethmann Hollweg · Carl Severing · Hermann Göring · Wilhelm Frick · Heinrich Himmler · Paul Giesler |
| Franz August Eichmann | Septembre 1848 | Novembre 1848     | Guillaume de Sayn-Wittgenstein-Hohenstein · Friedrich von Schuckmann · Adolf Heinrich von Arnim-Boitzenburg · Friedrich von Kühlwetter · Otto Theodor von Manteuffel · Maximilian von Schwerin-Putzar · Friedrich Albert zu Eulenberg · Abgeordnete des vereinigten Landtages · Botho Wendt zu Eulenberg · Theobald von Bethmann Hollweg · Carl Severing · Hermann Göring · Wilhelm Frick · Heinrich Himmler · Paul Giesler |
| Otto Theodor von Manteuffel | 8 novembre 1848 | 6 novembre 1850   | Guillaume de Sayn-Wittgenstein-Hohenstein · Friedrich von Schuckmann · Adolf Heinrich von Arnim-Boitzenburg · Friedrich von Kühlwetter · Otto Theodor von Manteuffel · Maximilian von Schwerin-Putzar · Friedrich Albert zu Eulenberg · Abgeordnete des vereinigten Landtages · Botho Wendt zu Eulenberg · Theobald von Bethmann Hollweg · Carl Severing · Hermann Göring · Wilhelm Frick · Heinrich Himmler · Paul Giesler |
| Ferdinand von Westphalen | 19 décembre 1850 | 7 octobre 1858    | Guillaume de Sayn-Wittgenstein-Hohenstein · Friedrich von Schuckmann · Adolf Heinrich von Arnim-Boitzenburg · Friedrich von Kühlwetter · Otto Theodor von Manteuffel · Maximilian von Schwerin-Putzar · Friedrich Albert zu Eulenberg · Abgeordnete des vereinigten Landtages · Botho Wendt zu Eulenberg · Theobald von Bethmann Hollweg · Carl Severing · Hermann Göring · Wilhelm Frick · Heinrich Himmler · Paul Giesler |
| Eduard von Flottwell | 7 octobre 1858 | Juillet 1859      | Guillaume de Sayn-Wittgenstein-Hohenstein · Friedrich von Schuckmann · Adolf Heinrich von Arnim-Boitzenburg · Friedrich von Kühlwetter · Otto Theodor von Manteuffel · Maximilian von Schwerin-Putzar · Friedrich Albert zu Eulenberg · Abgeordnete des vereinigten Landtages · Botho Wendt zu Eulenberg · Theobald von Bethmann Hollweg · Carl Severing · Hermann Göring · Wilhelm Frick · Heinrich Himmler · Paul Giesler |
| Maximilian von Schwerin-Putzar | 1859 | 1862              | Guillaume de Sayn-Wittgenstein-Hohenstein · Friedrich von Schuckmann · Adolf Heinrich von Arnim-Boitzenburg · Friedrich von Kühlwetter · Otto Theodor von Manteuffel · Maximilian von Schwerin-Putzar · Friedrich Albert zu Eulenberg · Abgeordnete des vereinigten Landtages · Botho Wendt zu Eulenberg · Theobald von Bethmann Hollweg · Carl Severing · Hermann Göring · Wilhelm Frick · Heinrich Himmler · Paul Giesler |
| Gustav von Jagow | Mars 1862 | Décembre 1862     | Guillaume de Sayn-Wittgenstein-Hohenstein · Friedrich von Schuckmann · Adolf Heinrich von Arnim-Boitzenburg · Friedrich von Kühlwetter · Otto Theodor von Manteuffel · Maximilian von Schwerin-Putzar · Friedrich Albert zu Eulenberg · Abgeordnete des vereinigten Landtages · Botho Wendt zu Eulenberg · Theobald von Bethmann Hollweg · Carl Severing · Hermann Göring · Wilhelm Frick · Heinrich Himmler · Paul Giesler |
| Friedrich Albrecht zu Eulenburg | 9 décembre 1862 | Mars 1878         | Guillaume de Sayn-Wittgenstein-Hohenstein · Friedrich von Schuckmann · Adolf Heinrich von Arnim-Boitzenburg · Friedrich von Kühlwetter · Otto Theodor von Manteuffel · Maximilian von Schwerin-Putzar · Friedrich Albert zu Eulenberg · Abgeordnete des vereinigten Landtages · Botho Wendt zu Eulenberg · Theobald von Bethmann Hollweg · Carl Severing · Hermann Göring · Wilhelm Frick · Heinrich Himmler · Paul Giesler |
| Botho zu Eulenburg | 1878 | 1881              | Guillaume de Sayn-Wittgenstein-Hohenstein · Friedrich von Schuckmann · Adolf Heinrich von Arnim-Boitzenburg · Friedrich von Kühlwetter · Otto Theodor von Manteuffel · Maximilian von Schwerin-Putzar · Friedrich Albert zu Eulenberg · Abgeordnete des vereinigten Landtages · Botho Wendt zu Eulenberg · Theobald von Bethmann Hollweg · Carl Severing · Hermann Göring · Wilhelm Frick · Heinrich Himmler · Paul Giesler |
| Robert von Puttkamer | 1881 | 1888              | Guillaume de Sayn-Wittgenstein-Hohenstein · Friedrich von Schuckmann · Adolf Heinrich von Arnim-Boitzenburg · Friedrich von Kühlwetter · Otto Theodor von Manteuffel · Maximilian von Schwerin-Putzar · Friedrich Albert zu Eulenberg · Abgeordnete des vereinigten Landtages · Botho Wendt zu Eulenberg · Theobald von Bethmann Hollweg · Carl Severing · Hermann Göring · Wilhelm Frick · Heinrich Himmler · Paul Giesler |
| Ernst Ludwig Herrfurth | 1888 | 1892              | Guillaume de Sayn-Wittgenstein-Hohenstein · Friedrich von Schuckmann · Adolf Heinrich von Arnim-Boitzenburg · Friedrich von Kühlwetter · Otto Theodor von Manteuffel · Maximilian von Schwerin-Putzar · Friedrich Albert zu Eulenberg · Abgeordnete des vereinigten Landtages · Botho Wendt zu Eulenberg · Theobald von Bethmann Hollweg · Carl Severing · Hermann Göring · Wilhelm Frick · Heinrich Himmler · Paul Giesler |
| Botho zu Eulenburg | 1892 | 1894              | Guillaume de Sayn-Wittgenstein-Hohenstein · Friedrich von Schuckmann · Adolf Heinrich von Arnim-Boitzenburg · Friedrich von Kühlwetter · Otto Theodor von Manteuffel · Maximilian von Schwerin-Putzar · Friedrich Albert zu Eulenberg · Abgeordnete des vereinigten Landtages · Botho Wendt zu Eulenberg · Theobald von Bethmann Hollweg · Carl Severing · Hermann Göring · Wilhelm Frick · Heinrich Himmler · Paul Giesler |
| Ernst von Köller | 1894 | 6 décembre 1895   | Guillaume de Sayn-Wittgenstein-Hohenstein · Friedrich von Schuckmann · Adolf Heinrich von Arnim-Boitzenburg · Friedrich von Kühlwetter · Otto Theodor von Manteuffel · Maximilian von Schwerin-Putzar · Friedrich Albert zu Eulenberg · Abgeordnete des vereinigten Landtages · Botho Wendt zu Eulenberg · Theobald von Bethmann Hollweg · Carl Severing · Hermann Göring · Wilhelm Frick · Heinrich Himmler · Paul Giesler |
| Eberhard von der Recke von der Horst | 1895 | 1899              | Guillaume de Sayn-Wittgenstein-Hohenstein · Friedrich von Schuckmann · Adolf Heinrich von Arnim-Boitzenburg · Friedrich von Kühlwetter · Otto Theodor von Manteuffel · Maximilian von Schwerin-Putzar · Friedrich Albert zu Eulenberg · Abgeordnete des vereinigten Landtages · Botho Wendt zu Eulenberg · Theobald von Bethmann Hollweg · Carl Severing · Hermann Göring · Wilhelm Frick · Heinrich Himmler · Paul Giesler |
| Georg von Rheinbaben | 1899 | 1901              | Guillaume de Sayn-Wittgenstein-Hohenstein · Friedrich von Schuckmann · Adolf Heinrich von Arnim-Boitzenburg · Friedrich von Kühlwetter · Otto Theodor von Manteuffel · Maximilian von Schwerin-Putzar · Friedrich Albert zu Eulenberg · Abgeordnete des vereinigten Landtages · Botho Wendt zu Eulenberg · Theobald von Bethmann Hollweg · Carl Severing · Hermann Göring · Wilhelm Frick · Heinrich Himmler · Paul Giesler |
| Hans von Hammerstein-Loxten | Mai 1901 | 20 mars 1905      | Guillaume de Sayn-Wittgenstein-Hohenstein · Friedrich von Schuckmann · Adolf Heinrich von Arnim-Boitzenburg · Friedrich von Kühlwetter · Otto Theodor von Manteuffel · Maximilian von Schwerin-Putzar · Friedrich Albert zu Eulenberg · Abgeordnete des vereinigten Landtages · Botho Wendt zu Eulenberg · Theobald von Bethmann Hollweg · Carl Severing · Hermann Göring · Wilhelm Frick · Heinrich Himmler · Paul Giesler |
| Theobald von Bethmann Hollweg | 1905 | 1907              | Guillaume de Sayn-Wittgenstein-Hohenstein · Friedrich von Schuckmann · Adolf Heinrich von Arnim-Boitzenburg · Friedrich von Kühlwetter · Otto Theodor von Manteuffel · Maximilian von Schwerin-Putzar · Friedrich Albert zu Eulenberg · Abgeordnete des vereinigten Landtages · Botho Wendt zu Eulenberg · Theobald von Bethmann Hollweg · Carl Severing · Hermann Göring · Wilhelm Frick · Heinrich Himmler · Paul Giesler |
| Friedrich von Moltke | 24 juin 1907 | 18 juin 1910      | Guillaume de Sayn-Wittgenstein-Hohenstein · Friedrich von Schuckmann · Adolf Heinrich von Arnim-Boitzenburg · Friedrich von Kühlwetter · Otto Theodor von Manteuffel · Maximilian von Schwerin-Putzar · Friedrich Albert zu Eulenberg · Abgeordnete des vereinigten Landtages · Botho Wendt zu Eulenberg · Theobald von Bethmann Hollweg · Carl Severing · Hermann Göring · Wilhelm Frick · Heinrich Himmler · Paul Giesler |
| Johann von Dallwitz | 18 juin 1910 | 18 avril 1914     | Guillaume de Sayn-Wittgenstein-Hohenstein · Friedrich von Schuckmann · Adolf Heinrich von Arnim-Boitzenburg · Friedrich von Kühlwetter · Otto Theodor von Manteuffel · Maximilian von Schwerin-Putzar · Friedrich Albert zu Eulenberg · Abgeordnete des vereinigten Landtages · Botho Wendt zu Eulenberg · Theobald von Bethmann Hollweg · Carl Severing · Hermann Göring · Wilhelm Frick · Heinrich Himmler · Paul Giesler |
| Friedrich Wilhelm von Loebell | 1er mai 1914 | 6 août 1917       | Guillaume de Sayn-Wittgenstein-Hohenstein · Friedrich von Schuckmann · Adolf Heinrich von Arnim-Boitzenburg · Friedrich von Kühlwetter · Otto Theodor von Manteuffel · Maximilian von Schwerin-Putzar · Friedrich Albert zu Eulenberg · Abgeordnete des vereinigten Landtages · Botho Wendt zu Eulenberg · Theobald von Bethmann Hollweg · Carl Severing · Hermann Göring · Wilhelm Frick · Heinrich Himmler · Paul Giesler |
| Bill Drews | 9 août 1917 | 11 novembre 1918  | Guillaume de Sayn-Wittgenstein-Hohenstein · Friedrich von Schuckmann · Adolf Heinrich von Arnim-Boitzenburg · Friedrich von Kühlwetter · Otto Theodor von Manteuffel · Maximilian von Schwerin-Putzar · Friedrich Albert zu Eulenberg · Abgeordnete des vereinigten Landtages · Botho Wendt zu Eulenberg · Theobald von Bethmann Hollweg · Carl Severing · Hermann Göring · Wilhelm Frick · Heinrich Himmler · Paul Giesler |
| Rudolf Breitscheid (en binôme avec Paul Hirsch (de))                                                                                                   | 12 novembre 1918 | 4 janvier 1919    | Guillaume de Sayn-Wittgenstein-Hohenstein · Friedrich von Schuckmann · Adolf Heinrich von Arnim-Boitzenburg · Friedrich von Kühlwetter · Otto Theodor von Manteuffel · Maximilian von Schwerin-Putzar · Friedrich Albert zu Eulenberg · Abgeordnete des vereinigten Landtages · Botho Wendt zu Eulenberg · Theobald von Bethmann Hollweg · Carl Severing · Hermann Göring · Wilhelm Frick · Heinrich Himmler · Paul Giesler |
| Wolfgang Heine | 25 mars 1919 | 26 mars 1920      | Guillaume de Sayn-Wittgenstein-Hohenstein · Friedrich von Schuckmann · Adolf Heinrich von Arnim-Boitzenburg · Friedrich von Kühlwetter · Otto Theodor von Manteuffel · Maximilian von Schwerin-Putzar · Friedrich Albert zu Eulenberg · Abgeordnete des vereinigten Landtages · Botho Wendt zu Eulenberg · Theobald von Bethmann Hollweg · Carl Severing · Hermann Göring · Wilhelm Frick · Heinrich Himmler · Paul Giesler |
| Carl Severing | 29 mars 1920 | 10 mars 1921      | Guillaume de Sayn-Wittgenstein-Hohenstein · Friedrich von Schuckmann · Adolf Heinrich von Arnim-Boitzenburg · Friedrich von Kühlwetter · Otto Theodor von Manteuffel · Maximilian von Schwerin-Putzar · Friedrich Albert zu Eulenberg · Abgeordnete des vereinigten Landtages · Botho Wendt zu Eulenberg · Theobald von Bethmann Hollweg · Carl Severing · Hermann Göring · Wilhelm Frick · Heinrich Himmler · Paul Giesler |
| Alexander Dominicus (de) | 21 avril 1921 | 1er novembre 1921 | Guillaume de Sayn-Wittgenstein-Hohenstein · Friedrich von Schuckmann · Adolf Heinrich von Arnim-Boitzenburg · Friedrich von Kühlwetter · Otto Theodor von Manteuffel · Maximilian von Schwerin-Putzar · Friedrich Albert zu Eulenberg · Abgeordnete des vereinigten Landtages · Botho Wendt zu Eulenberg · Theobald von Bethmann Hollweg · Carl Severing · Hermann Göring · Wilhelm Frick · Heinrich Himmler · Paul Giesler |
| Carl Severing | 7 novembre 1921 | 6 octobre 1926    | Guillaume de Sayn-Wittgenstein-Hohenstein · Friedrich von Schuckmann · Adolf Heinrich von Arnim-Boitzenburg · Friedrich von Kühlwetter · Otto Theodor von Manteuffel · Maximilian von Schwerin-Putzar · Friedrich Albert zu Eulenberg · Abgeordnete des vereinigten Landtages · Botho Wendt zu Eulenberg · Theobald von Bethmann Hollweg · Carl Severing · Hermann Göring · Wilhelm Frick · Heinrich Himmler · Paul Giesler |
| Albert Grzesinski | Oktober 1926 | 28 février 1930   | Guillaume de Sayn-Wittgenstein-Hohenstein · Friedrich von Schuckmann · Adolf Heinrich von Arnim-Boitzenburg · Friedrich von Kühlwetter · Otto Theodor von Manteuffel · Maximilian von Schwerin-Putzar · Friedrich Albert zu Eulenberg · Abgeordnete des vereinigten Landtages · Botho Wendt zu Eulenberg · Theobald von Bethmann Hollweg · Carl Severing · Hermann Göring · Wilhelm Frick · Heinrich Himmler · Paul Giesler |
| Heinrich Waentig | März 1930 | 21 octobre 1930   | Guillaume de Sayn-Wittgenstein-Hohenstein · Friedrich von Schuckmann · Adolf Heinrich von Arnim-Boitzenburg · Friedrich von Kühlwetter · Otto Theodor von Manteuffel · Maximilian von Schwerin-Putzar · Friedrich Albert zu Eulenberg · Abgeordnete des vereinigten Landtages · Botho Wendt zu Eulenberg · Theobald von Bethmann Hollweg · Carl Severing · Hermann Göring · Wilhelm Frick · Heinrich Himmler · Paul Giesler |
| Carl Severing | 24 octobre 1930 | 20 juillet 1932   | Guillaume de Sayn-Wittgenstein-Hohenstein · Friedrich von Schuckmann · Adolf Heinrich von Arnim-Boitzenburg · Friedrich von Kühlwetter · Otto Theodor von Manteuffel · Maximilian von Schwerin-Putzar · Friedrich Albert zu Eulenberg · Abgeordnete des vereinigten Landtages · Botho Wendt zu Eulenberg · Theobald von Bethmann Hollweg · Carl Severing · Hermann Göring · Wilhelm Frick · Heinrich Himmler · Paul Giesler |
| Franz Bracht Reichskommissar (à partir du 3 décembre 1932 aussi Reichsinnenminister)                                                                   | 20 juillet 1932 | 28 janvier 1933   | Guillaume de Sayn-Wittgenstein-Hohenstein · Friedrich von Schuckmann · Adolf Heinrich von Arnim-Boitzenburg · Friedrich von Kühlwetter · Otto Theodor von Manteuffel · Maximilian von Schwerin-Putzar · Friedrich Albert zu Eulenberg · Abgeordnete des vereinigten Landtages · Botho Wendt zu Eulenberg · Theobald von Bethmann Hollweg · Carl Severing · Hermann Göring · Wilhelm Frick · Heinrich Himmler · Paul Giesler |
| Hermann Göring Reichskommissar | 30 janvier 1933 | 7 avril 1933      | Guillaume de Sayn-Wittgenstein-Hohenstein · Friedrich von Schuckmann · Adolf Heinrich von Arnim-Boitzenburg · Friedrich von Kühlwetter · Otto Theodor von Manteuffel · Maximilian von Schwerin-Putzar · Friedrich Albert zu Eulenberg · Abgeordnete des vereinigten Landtages · Botho Wendt zu Eulenberg · Theobald von Bethmann Hollweg · Carl Severing · Hermann Göring · Wilhelm Frick · Heinrich Himmler · Paul Giesler |
| Hermann Göring (à partir du 11 avril 1933 aussi Ministre-président de Prusse)                                                                          | 11/21 avril 1933 | 1er mai 1934      | Guillaume de Sayn-Wittgenstein-Hohenstein · Friedrich von Schuckmann · Adolf Heinrich von Arnim-Boitzenburg · Friedrich von Kühlwetter · Otto Theodor von Manteuffel · Maximilian von Schwerin-Putzar · Friedrich Albert zu Eulenberg · Abgeordnete des vereinigten Landtages · Botho Wendt zu Eulenberg · Theobald von Bethmann Hollweg · Carl Severing · Hermann Göring · Wilhelm Frick · Heinrich Himmler · Paul Giesler |
| Wilhelm Frick (seit 30 janvier 1933 schon Reichsinnenminister)                                                                                         | Mai 1934 | Octobre 1934      | Guillaume de Sayn-Wittgenstein-Hohenstein · Friedrich von Schuckmann · Adolf Heinrich von Arnim-Boitzenburg · Friedrich von Kühlwetter · Otto Theodor von Manteuffel · Maximilian von Schwerin-Putzar · Friedrich Albert zu Eulenberg · Abgeordnete des vereinigten Landtages · Botho Wendt zu Eulenberg · Theobald von Bethmann Hollweg · Carl Severing · Hermann Göring · Wilhelm Frick · Heinrich Himmler · Paul Giesler |
| Fusion du ministère de l'Intérieur prussien avec le ministère de l'Intérieur du Reich pour former le ministère de l'Intérieur du Reich et de la Prusse | Fusion du ministère de l'Intérieur prussien avec le ministère de l'Intérieur du Reich pour former le ministère de l'Intérieur du Reich et de la Prusse | 1er novembre 1934 | Guillaume de Sayn-Wittgenstein-Hohenstein · Friedrich von Schuckmann · Adolf Heinrich von Arnim-Boitzenburg · Friedrich von Kühlwetter · Otto Theodor von Manteuffel · Maximilian von Schwerin-Putzar · Friedrich Albert zu Eulenberg · Abgeordnete des vereinigten Landtages · Botho Wendt zu Eulenberg · Theobald von Bethmann Hollweg · Carl Severing · Hermann Göring · Wilhelm Frick · Heinrich Himmler · Paul Giesler |
| Wilhelm Frick | 1er novembre 1934 | 20 août 1943      | Guillaume de Sayn-Wittgenstein-Hohenstein · Friedrich von Schuckmann · Adolf Heinrich von Arnim-Boitzenburg · Friedrich von Kühlwetter · Otto Theodor von Manteuffel · Maximilian von Schwerin-Putzar · Friedrich Albert zu Eulenberg · Abgeordnete des vereinigten Landtages · Botho Wendt zu Eulenberg · Theobald von Bethmann Hollweg · Carl Severing · Hermann Göring · Wilhelm Frick · Heinrich Himmler · Paul Giesler |
| Heinrich Himmler (Tâches en grande partie déléguées à Wilhelm Stuckart)                                                                                | 20 août 1943 | 30 avril 1945     | Guillaume de Sayn-Wittgenstein-Hohenstein · Friedrich von Schuckmann · Adolf Heinrich von Arnim-Boitzenburg · Friedrich von Kühlwetter · Otto Theodor von Manteuffel · Maximilian von Schwerin-Putzar · Friedrich Albert zu Eulenberg · Abgeordnete des vereinigten Landtages · Botho Wendt zu Eulenberg · Theobald von Bethmann Hollweg · Carl Severing · Hermann Göring · Wilhelm Frick · Heinrich Himmler · Paul Giesler |
| Paul Giesler | 1er mai 1945 | 8 mai 1945        | Guillaume de Sayn-Wittgenstein-Hohenstein · Friedrich von Schuckmann · Adolf Heinrich von Arnim-Boitzenburg · Friedrich von Kühlwetter · Otto Theodor von Manteuffel · Maximilian von Schwerin-Putzar · Friedrich Albert zu Eulenberg · Abgeordnete des vereinigten Landtages · Botho Wendt zu Eulenberg · Theobald von Bethmann Hollweg · Carl Severing · Hermann Göring · Wilhelm Frick · Heinrich Himmler · Paul Giesler |